# Blondie (album)
A Blondie az amerikai Blondie rockegyüttes 1976-os bemutatkozó albuma. Első kislemeze, az X-Offender eredetileg a Sex Offender nevet kapta, de a rádióállomások nem játszották le a botrányos címe miatt, ezért az együttes átkeresztelte a dalt. A várakozáson aluli eladások után az együttest elbocsátotta az eredeti kiadója, a Private Stock Records. Ezután a Chrysalis Records szerződtette őket, és 1977-ben újra kiadták az albumot, valamint a Rip Her to Shreds kislemezt. Az X-Offender a kislemez B-oldalán kapott helyet, és Debbie Harry énekesnő szöveges felvezetőjével kezdődött, amelynek hangzása az 1960-as évek lányegyütteseit idézte meg. Ugyancsak a Rip Her to Shreds B-oldalára került az In the Flesh című romantikus ballada, amelyben Ellie Greenwich dalszerző háttérvokálozott. A Rifle Range az 1979-ben megjelent Heart of Glass kislemez B-oldalára került.
Az albumot elsőként a Chrysalis Records jelentette meg felújított hangzással 1994-ben. 2001-ben újra felújították, és megjelentették öt bónusz dallal. Az Out in the Streets, a The Thin Line és a Platinum Blonde abból a demófelvételből származik, amelyet Alan Betrock producerrel vettek fel 1975-ben, és elsőként az 1994-es The Platinum Collection válogatásalbumon jelent meg. Az X-Offender és az In the Sun kislemez változatai az együttes első, a Private Stock Records gondozásában kiadott kislemezén jelentek meg, az eredeti stúdióváltozattól eltérő keverésben. 2020-ban Minden idők 500 legjobb albuma listán 401. helyen szerepelt.

## Az album dalai
1. X-Offender (Debbie Harry, Gary Valentine) – 3:14
2. Little Girl Lies (Harry) – 2:07
3. In the Flesh (Harry, Chris Stein) – 2:33
4. Look Good in Blue (Jimmy Destri) – 2:55
5. In the Sun (Stein) – 2:39
6. A Shark in Jet's Clothing (Destri) – 3:39
7. Man Overboard (Harry) – 3:22
8. Rip Her to Shreds (Harry, Stein) – 3:22
9. Rifle Range (Stein, Ronnie Toast) – 3:41
10. Kung-Fu Girls (Destri, Harry, Valentine) – 2:33
11. The Attack of the Giant Ants (Stein) – 3:34

Bónusz trackek a 2001-es újrakiadáson:
1. Out in the Streets (Jeff Barry, Ellie Greenwich) – 2:20
2. The Thin Line (Harry, Stein) – 2:16
3. Platinum Blonde  (Harry) – 2:12
4. X-Offender (Harry, Valentine) – 3:13
5. In the Sun  (Stein) – 2:38

## Közreműködők
- Debbie Harry – ének
- Chris Stein – gitár, basszusgitár
- Gary Valentine – gitár, basszusgitár
- James Destri – zongora, orgona, szintetizátor
- Clement Burke – dob
- Ellie Greenwich – háttérvokál
- Micki Harris – háttérvokál
- Hilda Harris – háttérvokál